# Joe Wick
Joe Wick (* 19. März 1916 in Siegburg als Josef Wick; † 15. November 1994 in Hamburg) war ein deutscher Orchesterleiter, Sänger und Schlagzeuger.

## Leben und Wirken
Wick spielte zunächst als Geiger, dann als Schlagzeuger bei Fred Franke, Nando Ferenci, Willy Rosé-Petösy, Will Glahé, Peter Kreuder, Peter Igelhoff, La Jana, Otto Dobrindt und Bernard Etté. Er leitete im Dritten Reich das Tanzorchester der UFA (Universum Film AG). Im Zweiten Weltkrieg war er bei der Truppenbetreuung der deutschen Soldaten in der Normandie beschäftigt und geriet mitsamt dem Orchester in britische Kriegsgefangenschaft. Wick und das Orchester wurden nach London gebracht, wo sie bis 1946 blieben. Danach spielten sie als Joe Wick und sein Tanzorchester der BBC London für die britische Truppenbetreuung in Deutschland. „Diese Band wurde jedoch Ende 1946 wieder aufgelöst, und Wick stellte unverdrossen eine neue Gruppe zusammen, in der er einige junge, begeisterte Jazzmusiker aus Westdeutschland vereinigte.“ Den Namen behielt das Orchester, das vor allem Jazz spielte und nur bis Ende 1948 bestand, auch nach der Truppenbetreuung bei. Das Orchester von Joe Wick gilt als „Bindeglied zwischen den Bands der älteren Schule und den kommenden Bigbands modernerer Prägung, wie denen von Kurt Edelhagen, Kurt Henkels, Erwin Lehn und Werner Müller“. Mit dieser Band nahm er 1948 einige für die damalige Zeit bemerkenswerte Titel für Brunswick (Deutsche Grammophon) auf (Opus in Brown, Torpedo Function). Als Wick im Dezember 1948 seine Band auflösen musste, übernahm Edelhagen seine besten Musiker, die Trompeter Fred Bunge und Hanne Wilfert, die Posaunisten Erich Well und Otto Bredl, die Saxophonisten Paul Biste und Bubi Aderhold sowie als Arrangeur Delle Haensch.  Wick arbeitete später mit wechselnd besetzten Bands weiter.

### Zusammensetzung des Joe Wick Orchesters 1948
Für die Schallplattenaufnahmen im Januar und Juni 1948 trat das Orchester in folgender Besetzung zusammen:
Fred Bunge, Hanne Wilfert, Horst Mauch, Ernst Mueller (tp); Erich Well, Willi Schoenfeldt, Addie Aderhold, Max Büttermann (tb); 
Delle Haensch (ts, cl, arr), Hans (Jackie Roman) Rösch (ts, as), Connie Geiger (ts), Paul Biste (as), Bubi Aderhold (bars); Bert Grund (p), Werner Schulz (g), Karl (Charlie 'Pops') Hartl (b), Teddy Paris (d).
Im Oktober 1948: Willi Sanner (tp) und Jack Malder (tp) an Stelle von Mauch und Mueller, neben Erich Well nun die Posaunisten Helmuth Hauck und Max Büttermann sowie der Pianist Günter H. Borchert an Stelle von Bert Grund.

## Diskographie (Auswahl)
- 2003: Die großen Tanz-Orchester 1930-1950 – Joe Wick / Werner Deinert. (CD; Aufnahmen 1948–1949, Zusammenstellung Horst H. Lange).